# Nicole Pacent
Nicole Pacent (née le 29 mars 1985) est une actrice américaine.

## Biographie
Ses parents viennent du Connecticut et elle a grandi à New York.[réf. nécessaire]
Elle a diplôme en théâtre dramatique au Tisch School of the Arts à New York.

### Vie privée
Nicole Pacent a fait son coming out en tant que bisexuelle,.

Elle a été mariée à Gustav Lindquist, avec qui elle a un fils, Leifkim. Elle est aujourd'hui en couple avec Lauren Aadland. 

## Filmographie

### Comme actrice

#### Films
- 2012 : I Hate Tommy Finch de Christin Baker et Jessica King : Stephanie
- 2015 : Seclusion de Joe Bandelli : Dani
- 2016 : Penumbra de Shannan Leigh Reeve : Beth

#### Courts métrages
- 2008 : Over You : Amy
- 2009 : Bathtub Gin : Bette
- 2013 : It's A Cold Cold Night : Celine
- 2014 : Jen Foster: She : la mariée
- 2016 : The Good Ones : Ellen
- 2016 : Truth Be Told : Tina
- 2017 : Speed Date : Ally
- 2018 : Pagg : Rachel
- 2019 : Other Loving : Melissa
- 2019 : Hatched : Roberta
- 2020 : Meet Cute : Ray

#### Séries télévisées
- 2008 - 2015 : Anyone But Me : Aster Gaston (36 épisodes)
- 2011 : Diary of a Black Widow : Lori (saison 1, épisode 6)
- 2012 : Space Guys in Space : Melora / GUSS (16 épisodes)
- 2016 : First Murder : Lana Decker (saison 3, épisode 9)
- 2017 : Swift and Loose : Bambi Stirling (voix - saison 1, épisode 8)
- 2018 : Sorry, Ari : Kate (saison 2, épisode 3)
- 2019 : Searching for Salai
- 2019 : Passage : Kate Prader (3 épisodes)
- 2020 : Stumptown : Kayla (saison 1, épisode 17)
- 2021 : Les Experts : Vegas : Illyana (saison 1, épisode 9)
- 2022 : Black-ish : Erica (saison 8, épisode 2)
- 2022 : Call Me Kat : Olivia (saison 2, épisode 10)
- 2022 : Good Trouble : Beth (saison 4, épisode 12)
- 2022 : Westworld : Hope (saison 4, épisode 5)
- depuis 2022 : Esprits criminels : Rebecca Wilson (récurrente)

### Comme productrice
- 2016 : Truth Be Told (court métrage)